# Асгер Серенсен
Асгер Стремгор Серенсен (дан. Asger Strømgaard Sørensen, нар. 5 червня 1996, Сількеборг, Данія) — данський футболіст, центральний захисник чеського клубу «Спарта» (Прага).

## Ігрова кар'єра

### Клубна
Асгер Серенсен починав займатися футболом в клубній академії «Сількеборга» зі свого рідного міста. пізніше він перейшов до академії клубу «Мідтьюлланн». В основі клубу серенсен провів лише одну гру у Кубку Данії.
У січні 2014 року Серенсен перейшов до австрійського «Зальцбурга», де одразу був переведений у фарм - клуб «Ліферінг». 7 березня футболіст дебютував у новій команді у турнірі Другої Бундесліги. Через важкі травми Серенсен змушений був майже повністю пропустит сезони 2014/15 і 2015/16. Повноцінно повернутися до гри футболіст зміг лише в сезоні 2016/17, де він провів тільки три матчі за «Ред Булл».
Влітку 2017 року данський захисник відбув до Німеччини, де продовжив кар'єру, на правах оренди граючи в клубі Другої Бундесліги «Ян Регенсбург». В команді футболіст провів два сезони і після закінчення оренди він залишився у Німеччині, підписавши дворічний контракт з іншим клубом Другої Бундесліги «Нюрнбергом».
Влітку 2022 року Серенсен перейшов до празької «Спарта» (Прага) і в першому ж сезоні допоміг команді виграти чемпіонський титул вперше з 2014 року. За результатами того сезону Серенсен отримав призи кращому захиснику сезону і кращому легіонеру чемпіонату Чехії. У лютому 2024 року футболіст підписав з клубом новий довготривалий контракт.

### Збірна
З 2012 року Асгер Серенсен виступав за юнацькі збірні Данії.
31 серпня 2017 року він дебютував у складі молодіжної збірної Данії.

## Титули
Зальцбург
 Чемпіон Австрії: 2014/15
Спарта (Прага)
 Чемпіон Чехії (2): 2022/23, 2023/24
 Переможець Кубка Чехії: 2023/24
Індивідуальні
- Кращий захисник сезону в Чехії: 2022/23
- Кращий легіонер сезону в Чехії: 2022/23